# Igor Novikov (Schachspieler)
Igor Aleksandrovich Novikov (ukrainisch Ігор Олександрович Новіков Ihor Oleksandrowytsch Nowikow, russisch Игорь Александрович Новиков Igor Alexandrowitsch Nowikow; * 23. Mai 1962 in Charkiw, Ukrainische SSR) ist ein US-amerikanischer Schachspieler ukrainischer Herkunft. Er lag von Juli 2000 bis Januar 2003 unter den Top 100 der Elo-Liste.

## Nationalmannschaft
Novikov gewann 1985 die U26-Mannschaftsweltmeisterschaft mit der Sowjetunion, er erreichte gleichzeitig am vierten Brett das beste Einzelergebnis.
Novikov nahm an drei Schacholympiaden teil, und zwar 1992 und 1996 mit der Ukraine sowie 2004 mit den Vereinigten Staaten. Dabei erreichte er als bestes Ergebnis 1996 mit der Mannschaft den zweiten Platz., Bei seiner einzigen Teilnahme an einer Mannschaftseuropameisterschaft erreichte Novikov 1992 mit der Ukraine ebenfalls den zweiten Platz ferner nahm er 1997 mit der Ukraine und 2005 mit den USA an der Mannschaftsweltmeisterschaft teil.

## Vereine
Novikov spielte in der Ukraine für die Mannschaft von Donbas Altschewsk, mit der er auch am European Club Cup 1993 teilnahm. In der österreichischen Staatsliga spielte er in der Saison 1993/94 für den SK Merkur Graz, mit dem er auch 1996 und 1997 am European Club Cup teilnahm, die ungarische Mannschaftsmeisterschaft gewann Novikov 2000 und 2001 mit der Mannschaft von Miskolci SSC, mit der er außerdem 1999 beim European Club Cup antrat.